# Banksia shuttleworthiana
Banksia shuttleworthiana är en tvåhjärtbladig växtart som först beskrevs av Meissn., och fick sitt nu gällande namn av A.R.Mast & K.R.Thiele. Banksia shuttleworthiana ingår i släktet Banksia och familjen Proteaceae. Inga underarter finns listade i Catalogue of Life.